# 1170 Siva
1170 Siva là một tiểu hành tinh bay qua Sao Hỏa, được đặt theo tên thần Shiva, Hindu Deity. Nó có chu kỳ quỹ đạo 1296 ngày (3,55 năm).